# Incertezza di misura
Secondo il "Vocabolario internazionale di metrologia" (VIM) del 2007, per incertezze di misure si intendono i relativi parametri non negativi che caratterizzano un intervallo di valori attribuiti a un misurando. Il parametro può essere: 
- uno scarto quadratico medio, chiamato in questo caso «incertezza tipo», oppure un multiplo dello scarto quadratico medio;
- la semiampiezza di un intervallo avente una probabilità di copertura stabilita[2].

Secondo la norma UNI ISO 3534-1:2000, l'incertezza di misura è la stima legata ad un risultato di prova che caratterizza l'escursione dei valori entro cui si suppone che cada il valore vero (del misurando); ha le dimensioni di uno scarto quadratico medio e si indica con la lettera "u".
La stima dell'incertezza di misura è molto importante in chimica analitica in quanto l'incertezza esprime l'affidabilità intrinseca del risultato. Dal 1999 La norma ISO/IEC 17025, fondamentale per l'accreditamento dei laboratori di prova e di taratura, prevede infatti che le misurazioni siano espresse indicando la relativa incertezza di misura.

## Storia
Sebbene il concetto di incertezza di misura sia noto da molto tempo, le regole generali per la valutazione formale dell'incertezza si fanno risalire al 1993 con la pubblicazione della "Guide to the expression of Uncertainty in Measurement" (GUM) da parte dell'ISO. Le difficoltà di applicare il concetto di incertezza, come definito dalla GUM, alla chimica analitica, ha portato l'Eurachem a produrre nel 1995 una guida per la sua applicazione nelle misurazioni chimiche "Quantifying Uncertainty in Analytical Measurement" (QUAM), la cui seconda edizione è stata tradotta in lingua italiana e adattata da ricercatori dell'ISS e dell'INRiM.

## Descrizione

### Errore di misura e incertezza
Nel VIM l'errore di misura è definito come il valore ottenuto dalla misurazione di una grandezza meno il valore di riferimento di questa. L'errore, pur costituito da una componente casuale e da una sistematica, è pertanto un valore singolo, essendo ottenuto dalla differenza fra un singolo risultato di misura e il "valore vero" del misurando. In realtà, secondo la teoria della misurazione basata sull'errore, il valore vero di una grandezza è considerato unico e non conoscibile. Al contrario, a causa della incompletezza dei dettagli nella definizione di una qualsiasi grandezza, nel caso dell'incertezza (che ha la forma di un intervallo) non esiste un unico valore vero, ma un insieme coerente di valori veri, sebbene anch'essi non conoscibili. Quando però l'incertezza di definizione associata al misurando è trascurabile rispetto alle altre componenti dell'incertezza, si ammette in tal caso che il misurando abbia un valore vero unico. In ogni modo, per calcolare l'incertezza di misura, differentemente dall'errore di misura, non è necessario conoscere il valore vero della grandezza.

### Componenti dell'incertezza
In genere, l'incertezza di misura comprende numerose fonti di incertezza, ciascuna delle quali è detta "componente dell'incertezza". Alcune componenti sorgono da effetti di natura sistematica (per esempio, le componenti associate alle correzioni, oppure i valori assegnati ai campioni di misura), e fra queste c'è l'incertezza di definizione. Per stimare l'incertezza globale, può essere necessario esaminare ciascuna componente dell'incertezza e trattarla separatamente per valutarne il suo contributo all'incertezza totale. Il più delle volte, tuttavia, è possibile valutare l'effetto contemporaneo di più componenti, il che permette di semplificare il calcolo dell'incertezza. Per un risultato di misurazione y potremo avere:
- Incertezza tipo composta (in inglese: combined standard uncertainty), {\displaystyle u_{c}(y)}, è l'incertezza totale del risultato di misurazione y; è uno scarto quadratico medio stimato come la radice quadrata positiva della varianza totale ottenuta combinando tutte le componenti dell'incertezza
- Incertezza estesa (in inglese: expanded uncertainty), U(y), ottenuta moltiplicando la precedente {\displaystyle u_{c}(y)}, per un fattore di copertura k: fornisce un intervallo entro il quale si trova il valore del misurando con un più elevato livello di fiducia; dovrebbe essere utilizzato nella maggior parte dei casi di misure in chimica analitica. Per un livello di fiducia del 95%, il fattore di copertura k = 2.

### Procedimento di stima dell'incertezza
Il procedimento di stima dell'incertezza, ovvero della stima dell'errore, dal punto di vista pratico richiede:
1. Specificazione del misurando, ossia definizione chiara e univoca di cosa si sta misurando;
2. Definizione del modello matematico, ossia definizione della relazione che lega il misurando alle grandezze determinate dal procedimento di misurazione scelto;
3. Identificazione delle fonti di incertezza; esistono varie tecniche, dalla compilazione di un elenco strutturato, al ricorso ai diagrammi di causa-effetto; l'effetto di più fonti può essere valutato cumulativamente;
4. Quantificazione delle componenti dell'incertezza; in genere è sufficiente quantificare solo le fonti più importanti. Le incertezza di categoria A sono stimate come scarti tipo da distribuzioni di dati sperimentali; le incertezza di categoria B debbono essere ricavate da dati già esistenti e debbono essere espresse e trattate come scarti tipo;
5. Combinare le componenti dell'incertezza: tutte le componenti dell'incertezza devono essere convertite in incertezze tipo;
6. Calcolo dell'incertezza tipo composta; l'incertezza estesa sarà calcolata da quest'ultima applicando il fattore di copertura.

### Espressione dei risultati
I risultati si esprimono nel seguente modo:
- incertezza tipo composta {\displaystyle u_{c}(y)} unità;

risultato: x unità con incertezza di tipo {\displaystyle u_{c}(y)};
es.: azoto totale = 4,8 % m/m.
- incertezza estesa U(y):

risultato: (x unità con incertezza estesa U) unità;
es.: azoto totale = (4,80 ± 0,12 ) % m/m, k = 2.

### Incertezza relativa
L'incertezza relativa correla l'incertezza assoluta di una misura al suo risultato indicando la bontà della misura stessa; è una quantità priva di una unità di misura. Si calcola eseguendo il rapporto fra l'incertezza assoluta e il valore della misura assumendo il risultato con una sola cifra significativa arrotondata sempre per eccesso tranne nel caso in cui la seconda cifra significativa sia uno zero. L'incertezza relativa percentuale si ottiene poi moltiplicando per 100.

## Come esprimere l'incertezza

### Scarto quadratico medio
Nel caso in cui il misurando è un valore scalare {\displaystyle x}, la variabilità delle misure viene espressa in termini
{\displaystyle x={\overline {x}}\pm s},
dove {\displaystyle s} è chiamato lo scarto quadratico medio o l'incertezza assoluta ed ha la grandezza del misurando. Viene anche utilizzata l'incertezza relativa
Il valore misurato e l'errore vanno arrotondati a due o tre cifre significative dello scarto. Ad esempio
1234,5 ± 6,7.
Lo scarto quadratico medio dovuto alla risoluzione di misura viene calcolato come deviazione standard della distribuzione uniforme. Se l'incertezza è causata dagli effetti casuali, lo scarto quadratico medio è calcolato come la radice quadrata di varianza campionaria.
Gli effetti sistematici, pur essendo esclusi dal valore misurato, contribuiscono all'incertezza. Bisogna prendere in considerazione la distribuzione di probabilità {\displaystyle p(x)} del misurando dovuto all'imprecisione di questi effetti. Il quadrato dello scarto:
{\displaystyle s^{2}=\int p(x)(x-{\overline {x}})^{2}\,dx}.

### Incertezza estesa
Conoscendo la distribuzione del misurando, è possibile esprimere l'incertezza indicando l'intervallo di confidenza costruito intorno al risultato di misurazione. In questo modo il valore misurato appartiene all'intervallo con una data probabilità, chiamata livello di confidenza. Tipicamente viene utilizzato l'intervallo con fattore di copertura k:
{\displaystyle {\overline {x}}-ks<x<{\overline {x}}+ks}.
Se gli effetti casuali che influiscono sulla misurazione hanno una distribuzione normale, la probabilità che il valore vero del misurando sia compreso nell'intervallo di confidenza è di circa 68,3% per {\displaystyle k=1},  95,4% per {\displaystyle k=2} e 99,7% per {\displaystyle k=3}.

### Incertezza multidimensionale

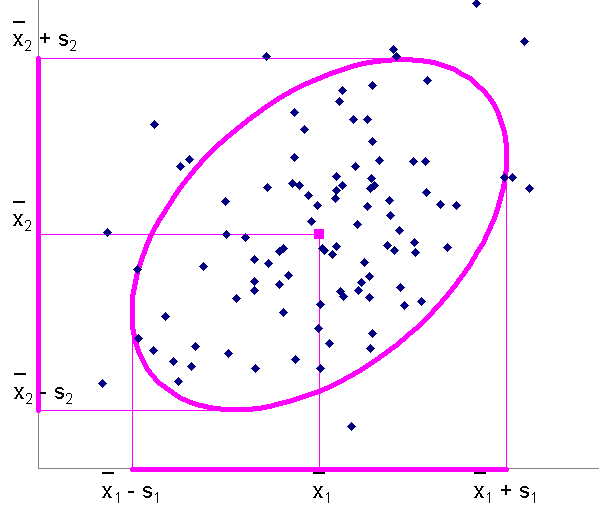
Ellisse corrispondente alla covarianza nel caso in cui vengono misurati contemporaneamente due proprietà. La proiezione dell'ellisse sugli assi cartesiani produce gli intervalli di confidenza marginali. Se la distribuzione del valore misurato è normale, il livello di confidenza è. In questo esempio k=2, il livello di confidenza è 86,5%. Nel grafico sono disegnati probabili valori del misurando bidimensionale generati casualmente.

Se vengono misurate contemporaneamente {\displaystyle n} proprietà fisiche (anche se di diversa grandezza)
{\displaystyle x={\begin{pmatrix}x_{1}&\dots &x_{n}\end{pmatrix}}},
il valore misurato è un vettore di {\displaystyle n} dimensioni
{\displaystyle {\overline {x}}={\begin{pmatrix}{\overline {x_{1}}}&\dots &{\overline {x_{n}}}\end{pmatrix}}}.
L'incertezza si esprime in termini di covarianza {\displaystyle v_{ij}} dei componenti {\displaystyle x_{i}} e {\displaystyle x_{j}}, chiamata anche matrice di errori. Sulla diagonale della matrice si trova il quadrato dello scarto quadratico medio dei componenti {\displaystyle x_{i}}:
{\displaystyle v_{ii}=s_{i}^{2}}.
L'analogo dell'intervallo di confidenza è l'interno dell'ellissoide
{\displaystyle (x-{\overline {x}})v^{-1}(x-{\overline {x}})'<k^{2}},
dove viene applicata la matrice di errori inversa. La proiezione dell'ellissoide sugli assi cartesiani {\displaystyle x_{i}} produce gli intervalli di confidenza marginali
{\displaystyle {\overline {x_{i}}}-ks_{i}<x<{\overline {x_{i}}}+ks_{i}}.

## Esempi
Le seguenti dichiarazioni sono equivalenti:
- Il valore di corrente che attraversa un conduttore è 4,0 ± 0,2 A.
- Il valore di corrente che attraversa un conduttore è pari a 4,0 A con un'incertezza assoluta di 0,2 A.
- Il valore di corrente che attraversa un conduttore è pari a 4,0 A con un'incertezza relativa di 0,05 = 5%.

## Operare con le incertezze
Se il risultato di misurazione è incerto, lo è anche la funzione del misurando. L'incertezza di misura della proprietà fisica funzione dei misurando viene calcolata applicando la propagazione degli errori.